# رودني مارتن
رودني مارتن (بالإنجليزية: Rodney Martin)‏ هو لاعب إسكواش أسترالي، ولد في 17 أكتوبر 1965 في أستراليا.

## وصلات خارجية
- رودني مارتن على موقع SquashInfo.com (الإنجليزية)